# Juan del Bajo Hesse
Juan del Bajo Hesse (h. 1278 - 14 de febrero de 1311) fue un hijo del landgrave Enrique I de Hesse, de su segundo matrimonio con Mectilde de Cléveris. Juan reinó de 1308 hasta 1311 como landgrave de Bajo Hesse.

## Disputa hereditaria
Desde 1292, hubo una disputa sucesoria en la Casa de Hesse, entre los hijos de Enrique de sus dos matrimonios, pues su segunda esposa exigió una parte para sus propios hijos. Esto llevó a enfrentamientos armados que duraron hasta la muerte de Enrique. Enrique el Joven, hijo mayor de Enrique de su primer matrimonio, con Adelaida de Brunswick, había gobernado junto con su padre desde 1284. Por insistencia de Mectilde, Juan fue nombrado gobernante conjunto en 1296. Enrique el Joven murió en 1298 y su hermano Otón I asumió su lugar. La herencia fue al final dividida después de que Enrique muriese en 1308. Juan recibió Bajo Hesse con la capital en Kassel y los feudos imperiales. Su medio hermano Otón I recibió la Tierra del Lahn, lo que luego sería Alto Hesse, con la capital en Marburgo. La parte de Otón no incluía feudos imperiales.

## Reinado
Hesse había hipotecado Gudensberg al ducado de Brunswick-Luneburgo. En 1309, Juan conquistó la ciudad y obligó al duque Alberto II de Brunswick-Gotinga a aceptar su reembolso. El emperador Enrique VII lo nombró protector de las ciudades imperiales libres de Mühlhausen, Nordhausen y Goslar. El margrave Federico I vio esto como una intromisión en su landgraviato de Turingia y tomó las armas para detener la intrusión. La lucha fue mal para Juan y tuvo que retirarse a Kassel para recuperarse.

## Muerte
Juan murió de la peste el 14 de febrero de 1311 en Kassel. Fue enterrado en el monasterio de Ahnaberg. No hubo más hostilidades entre Juan y Federico y el plan de Juan de crear una nueva ciudad fortificada en el lado turingio del río Fulda nunca se llevó a cabo.
Después de la muerte de Juan, Bajo Hesse pasó a Otón I.

## Familia
En 1306, Juan se casó con Adelaida de Brunswick-Luneburgo, la hija del duque Alberto II de Brunswick-Gotinga. Como su esposo, murió de la peste en 1311 en Kassel. Fue enterrada junto a su marido en el monasterio de Ahnaberg.
Juan y Adelaida tuvieron una hija, Isabel (m. 1339). Se casó con Otón VI de Ochsenstein.